# Annicke Shireen
Annicke Shireen, geboren als Annicke Shireen van der Giessen (Delft, 4 maart 1989), is een Nederlands zangeres, songwriter en modeontwerpster. Ze is vooral bekend als zangeres van de bands Shireen en 
Heilung. Daarnaast is ze ook vast livevocalist en -toetsenist bij Pure Reason Revolution en heeft ze haar eigen soloproject.

## Biografie
Shireen werd in 1989 geboren in de Zuid-Hollandse stad Delft. Ze groeide op in Hoek van Holland, waar zij het basisonderwijs doorliep en in een lokaal koor zong. Het voortgezet onderwijs volgde ze aan de ISW Gasthuislaan in 's-Gravenzande, waar ze in 2005 haar diploma haalde. Vervolgens, in 2006, studeerde ze een jaar multimedia design aan Hogeschool Rotterdam. Daaropvolgend begon ze in 2007 met een studie fashion design aan Hogeschool voor de Kunsten Utrecht. In 2011 completeerde ze deze opleiding.
Gedurende 2011 kreeg de carrière van Shireen een initiërende tendentie. Ze begon haar eigen atelier (Atelier Annicke Shireen) en ze richtte de band Shireen op, waarin zij zangeres en songwriter is. Voorts werkte ze in 2014 een jaar als modeontwerpster voor het Nederlandse modetijdschrift Knipmode. In 2015 verscheen ze als gastzangeres bij het Noorse darkfolkproject Wardruna.
In 2017 werkte Shireen van maart tot augustus als kostuumdesigner en styliste op filmsets bij de Nederlandse filmproductiemaatschappij Get Off The Road. In de nazomer van dat jaar kwam haar muziekcarrière in een stroomversnelling. Eind augustus werd bekend dat Shireen als vaste (live)zangeres van het darkfolkproject Heilung zou toetreden. Bovendien verscheen in november het debuutalbum Matriarch van (de band) Shireen. Deze plaat werd bijzonder succesvol ontvangen in de folkscène en leverde de band een internationale doorbrak op.

Sinds 2021 geeft Shireen ook les in fashion design op de Technische Universiteit Delft. In 2022 werd ze vast livezangeres en -toetsenist bij de Britse progrockband Pure Reason Revolution. 

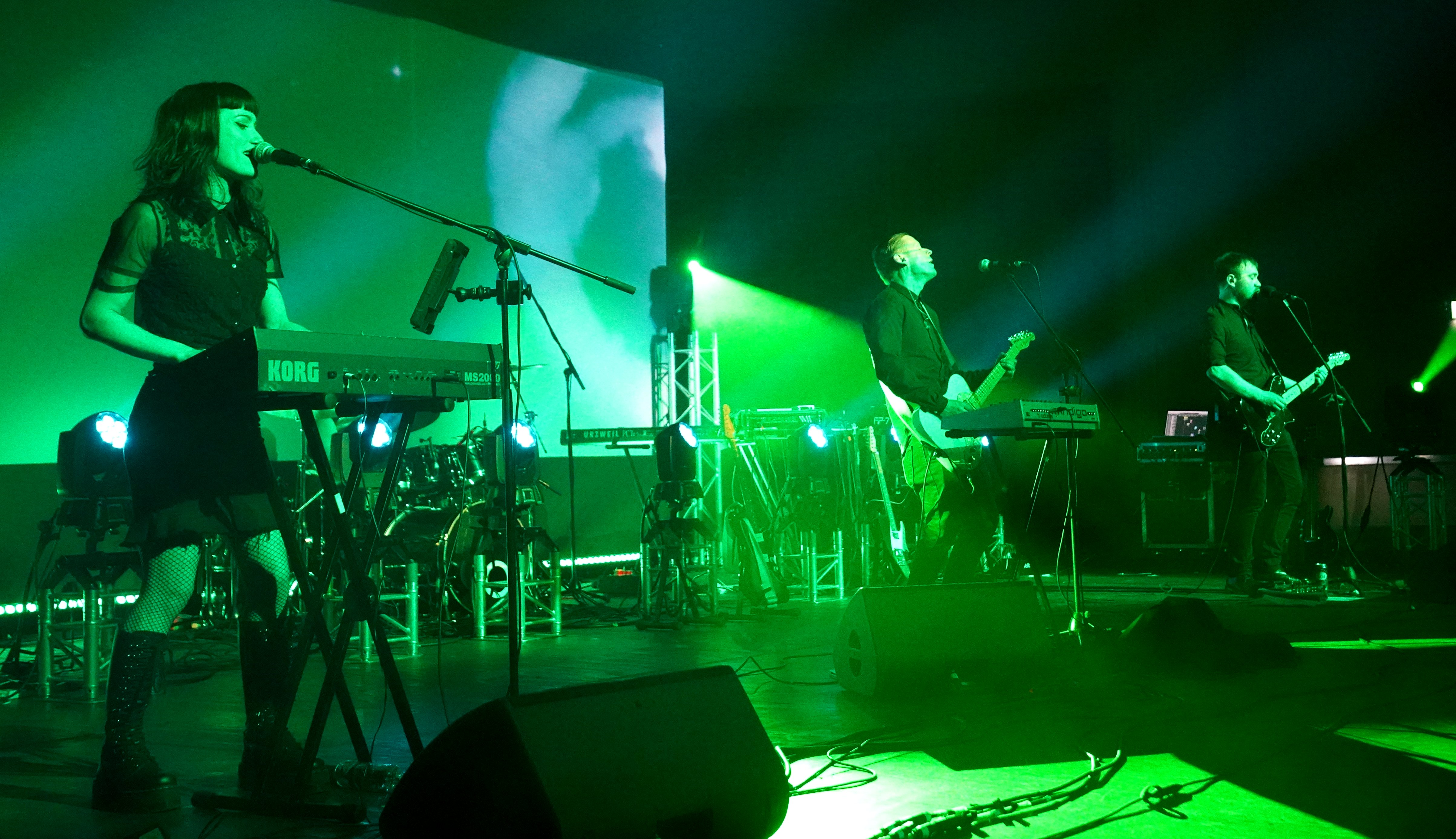
Shireen (links) tijdens een concert van Pure Reason Revolution in Londen (2022).

## Discografie
Het onderstaande overzicht omvat de discografie van Annicke Shireen. De releases staan hierin per act gesorteerd.
Soloreleases
| Titel          | Releasedatum | Type   |
| -------------- | ------------ | ------ |
| Do Better      | 2021         | single |
| Time Will Tell | 2021         | single |
| The Serpent    | 2021         | ep     |
| Undo           | 2022         | single |
| Prey           | 2022         | single |
| Demonette      | 2022         | single |

Met Shireen
Met Heilung
| Titel                                                    | Releasedatum | Type        |
| -------------------------------------------------------- | ------------ | ----------- |
| Lifa: Iotungard (Heilung Live At Red Rocks Amphitheatre) | 2014         | livealbum   |
| Lifa (Heilung Live At Castlefest)                        | 2018         | livealbum   |
| Drif                                                     | 2022         | studioalbum |

Met Pure Reason Revolution
| Titel                      | Releasedatum | Type        |
| -------------------------- | ------------ | ----------- |
| Coming Up To Consciousness | 2024         | studioalbum |
| Dig Till You Die           | 2024         | single      |